# Балкашино
Балка́шино (каз. Балкашин) — село, центр Сандиктауського району Акмолинської області Казахстану. Адміністративний центр Балкашинського сільського округу.
Село розташоване на річці Жабай (права притока Ішима), за 85 км від залізничного вузла Атбасар.
Населення — 4444 особи (2021; 4907 у 2009, 5737 у 1999, 7259 у 1989).
Станом на 1989 рік село мало статус селища міського типу.